# Rýchlostná cesta R9
Rýchlostná cesta R9 ist eine im gesamten Streckenverlauf im Stadium der Planung befindliche, ca. 98 km lange Schnellstraße im Osten der Slowakei. Sie wurde erst 2010 in das Schnellstraßennetz aufgenommen und wird auf der Trasse Lipníky (Knoten mit der R4) – Vranov nad Topľou – Humenné – Snina verlaufen. Da es bisher keine Studien gibt, sind weder Länge noch genaue Trasse bekannt, sie soll aber die Staatsstraßen I/18 und I/74 teilweise ersetzen.
Nach einer Mitteilung des Verkehrsministeriums im August 2012 ist derzeit eine weitere Planung der Schnellstraße eingestellt.